# كوبرا إلكترونيكس
كوبرا إلكترونيكس (بالإنجليزية: Cobra Electronics) هي مجموعة جزائرية متخصصة في الصناعات الإلكترونية، يقع مقرها في برج بوعريريج.

## منتجات كوبرا إلكترونيكس
- أجهزة التلفزيون
- الأفران
- الثلاجات

## وصلات خارجية
- (بالفرنسية) الموقع الرسمي لكوبرا إلكترونيكس